# فلورنس رید
فلورنس رید (انگلیسی: Florence Reed؛ ‏ ۱۰ ژانویهٔ ۱۸۸۳ – ۲۱ نوامبر ۱۹۶۷) بازیگر اهل ایالات متحده آمریکا بود. نام او در فهرست «تالار مشاهیر تئاتر آمریکا» قرار دارد.
از فیلم‌های او می‌توان به آرزوهای بزرگ اشاره نمود.